# 권성욱
권성욱(1970년 1월 20일 ~ )은 대한민국의 케이블 방송국 KBS N 스포츠의 스포츠캐스터이자 현 KBS N 편성국장으로 야구중계를 격주 1회정도로 겸하고 있으며, 농구중계도 담당했었다.

## 생애
대구광역시 출신으로 1998년 2월 부산광역시와 경상남도의 지역방송국인 PSB 부산방송(현재 KNN)으로 입사하여 아나운서로서의 활동을 시작하였다. 당시 주로 프로야구 중계를 많이 담당하였다. 2001년부터는 스포츠 전문 케이블방송인 KBS N 스포츠로 소속을 옮겨 2013년까지 KBO 리그, KBL 리그 농구 중계를 담당하였다. 2011 대구 세계 육상 선수권 대회때는 일부 필드경기 및 시상식 장내해설을 맡은 바 있다. 2014년 팀장으로 승진하면서 마이크를 내려놓았는데, 2015년 5월 2일과 10월 21일 2경기 마이크를 잡았으며, 2016년 4월 1일, KT 위즈와 SK 와이번스와의 경기에서 마이크를 잡았다.

## 호(號)
호는 좌담(좌측담장)선생으로 통한다.

## 고유멘트
- "높은 공 "00수 뒤로! 00수 뒤로!"(홈런성 타구가 나올 때)
- "00담장! 00담장! 00담장! 넘기는 또는 넘어갔습니다 000 끝내기 솔로홈런 또는 00런 홈런!"(우측 담장을 넘기는 홈런보다는 좌측 담장을 넘어가는 홈런 때의 샤우팅이 더 호쾌하다.)
- "바깥쪽!" (투 스트라이크 이후에 결정구가 바깥쪽 스트라이크존으로 향했을 때)
- "~에서 ~에서 세잎 되었습니다 또는 아웃!" (1루, 2루, 3루 혹은 홈에서 접전때 판정 결과에 따라 상이)2020년 5월7일 롯데전 한마디가 인상 깊었다
- "~습니다." (이닝을 끝냈습니다. 삼진을 잡았습니다. 슬라이딩 캐치를 했습니다.) 듣기 싫어하는 사람들도 꽤 될 정도로 "~습니다"를 너무 많이 쓴다.

## 경력
- KBO 리그
- 한국 프로농구
- 아이스하키
- 핸드볼
- 세계여자 복싱